# 戴苍奇
戴苍奇（1916年2月—1990年5月），原名昌祁，字沧奇，男，汉族，祖籍江苏仪征，生于上海，中国书法家、国画家，西泠印社会员。